# Stephanie Kelton
Stephanie Kelton (rozená Bell; * 10. října 1969) je americká ekonomka a univerzitní pedagog. Je profesorkou na Newyorské státní univerzitě ve Stony Brooku a Senior Fellow ve Schwartzově centru pro analýzu hospodářské politiky na Nové škole sociálního výzkumu. Dříve působila jako profesorka na Missourské univerzitě v Kansas City. V roce 2016 působila rovněž jako poradkyně prezidentské kampaně Bernieho Sanderse.
Je zakladatelkou a šéfredaktorkou blogu Nové ekonomické perspektivy (New Economic Perspectives). Společností Politico byla označena za jednu z 50 „myslitelů, činitelů a vizionářů, kteří v roce 2016 transformovali americkou politiku“. Na podzim roku 2019 se stala členkou představenstva Matriarch PAC.

## Vzdělání
Vystudovala obchodní finančnictví a ekonomii na Kalifornské státní universitě v Sacramentu, kde v roce 1995 získala bakalářské tituly z obou oborů. Získala stipendium společnosti Rotary, které jí umožnilo studovat ekonomii na Cambridgeské univerzitě, kde v roce 1997 získala titul magistr. Díky stipendiu z Cambridgeské Christ's College strávila poté rok na stáži v Levyho ekonomickém institutu na Bardově koleji v New Yorku. Akademický titul Ph.D. z ekonomie obdržela v roce 2001 na newyorské New School s disertační prací Veřejná politika a vládní finance: Srovnávací analýza v různých peněžních systémech.

## Výběr z publikací
- Bell (Kelton), Stephanie, "Can Taxes and Bonds Finance Government Spending?", Levy Economics Institute, July 1998
- Bell (Kelton), Stephanie, "The role of the state and the hierarchy of money", Cambridge Journal of Economics, Vol. 25, 2001, pp. 149–163
- Kelton, Stephanie, Edward J. Nell, editors. The State, the Market, and the Euro: Metallism versus Chartalism in the Theory of Money; Edward Elgar; Reprint edition: May 2003; ISBN 9781843761563
- Kelton, Stephanie, The Deficit Myth. Modern Monetary Theory and the Birth of the People’s Economy, PublicAffairs, New York June 2020; ISBN 9781541736184